# محمد المحاويلي
محمد المحاويلي (1953 ببابل العراق -) شاعر عراقي يكتب الشعر بنوعيه الشعبي والفصحى. المحاويلي رئيس جمعية الشعراء الشعبيين وكتاب الأغنية في العراق ورئيس لجنة فحص النصوص الغنائية في الإذاعة والتلفزيون العراقية كتب مئات الأغاني الوطنية والعاطفية والوجدانية أصدر أربعة دواوين شعرية فاز في الجائزة الأولى مناصفة مع رحيم العراقي في أغنية الطفولة العربية في عمان. قدم العديد من البرنامج وكان أحد حكام لجنة التحكيم في برنامج شاعر العراقية.